# Імуноглобуліни класу G
Імуноглобуліни класу G — клас імуноглобулінів, що мають мономерну структуру.

## Будова імуноглобулінів класу G
Молекулу IgG складають 4 поліпептидних ланцюги : 2 легких (L-ланцюги) та 2 важких (H-ланцюги), що з'єднані один з одним безліччю нековалентних і 4 дисульфідними зв'язками.

### L-ланцюги
Кожний з L-ланцюгів (від англ. light) містить 220 амінокислотних залишків та 2 доменів: варіабельного (VL), що розташований на N-кінці ланцюга та константного (СL), що знаходиться С-кінці. Ці домени побудовані з 2 β—шарів, що зв'язані дисульфідним зв'язком приблизно в середині домену.

### H-ланцюги
Кожний H-ланцюг (від англ. heavy) молекули IgG складається з 440 амінокислотних залишків та містить 4 домени : 1 варіабельний (VH), що знаходиться N—кінці та 3 константних (СН1,СН2,СН3). Домени H-ланцюгів також побудовані з 2 β—шарів, що зв'язані дисульфідними зв'язками . Ділянка H-ланцюга («шарнірна область») між СН1 та СН2 містить велику кількість залишків проліну, яка перешкоджає формуванню вторинної структури і взаємодії сусідніх Н-ланцюгів на цій ділянці та надає молекулі гнучкість.

## Функції
Антитіла є основними складовими гуморального імунітету.
IgG – це найпоширеніший тип антитіл у крові та позаклітинній рідині, що дозволяє їм першими реагувати на проникнення інфекційного агенту до тканин організму. Зв'язуючись з багатьма видами патогенів, зокрема вірусами, бактеріями та грибками, IgG захищають організм від інфекцій.[джерело?][джерело?]
Це досягається кількома механізмами:[джерело?]
- IgG-опосередкованим зв'язуванням патогенів, яке викликає іммобілізацію антитіл та їх злипання разом (аглютинація). Зв'язування імуноглобулінів типу G з поверхнею патогенів (опсонізація) веде до їх розпізнавання та поглинання фагоцитарними імунними клітинами, а як наслідок – елімінації патогену;
- IgG активує класичний шлях системи комплементу – каскад вироблення імунних білків, що призводить до елімінації патогенів;
- IgG зв'язує та нейтралізує токсини ;
- IgG відіграє важливу роль в антитілозалежній клітинно-опосередкованій цитотоксичності (ADCC) та внутрішньоклітинному антитіло-опосередкованому протеолізі, під час якого відбувається зв'язування антитіла з TRIM21 (найбільш спорідненим рецептором до IgG у людини), аби спрямувати мічені віріони до протеасоми в цитозолі; [1]
- IgG пов'язаний з реакціями гіперчутливості II та III типів.

Антитіла IgG утворюються після рекомбінації з перемиканням класів та дозрівання антитільної відповіді, тому вони переважно задіяні у вторинній імунній відповіді . 
IgG секретуються як мономери маленького розміру, що дозволяє їм легко дифундувати в тканини. Це єдиний ізотип антитіл, який має рецептори для проходження через плаценту людини. Таким чином забезпечується захист плоду in utreo. Разом із IgA, секретованими угрудне молоком, абсорбовані плацентою IgG забезпечують немовля гуморальним імунітетом до того як розвинеться його власна імунна система. Молозиво (вособливо у великої рогатої худоби) містить високий процент IgG. В осіб із попереднім імунітетом до патогену, IgG з'являються приблизно за 24-48 годин після стимуляції антигеном.[джерело?]
Тому протягом перших шести місяців життя немовля, що вигодовується грудним молоком, має ті ж антитіла, що й мати. Відповідно дитина має захист від усіх збудників, з якими мати зустрічалася протягом свого життя (навіть якщо лише у вигляді вакцинації), допоки ці антитіла не будуть розкладені. Ця передача імуноглобулінів є критично важливою для новонароджених, адже вони дуже чутливі до інфекцій (особливо дихальної та травної систем).[джерело?]
Імуноглобулін класу G також залучені у регуляції алергічних реакцій. Згідно з Фінкельманом, існує два шляхи системної анафілаксії:  
1) Класичний шлях, де антигени викликають систему анафілапксію у мишей через зшивання IgE, що зв'язані з рецептором тучних клітин FcεRI, стимулюючи вивільненнягістаміну та фактору активації тромбоцитів (PAF).
2) Альтернативний шлях, в якому антигени утворюють комплекси з IgG, що потім зшиваються з рецептором макрофагів FcγRIII, стимулюючи вивільнення лише PAF. 
IgG можуть запобігати IgE-опосередкованій анафілаксії, перехоплюючи специфічні антигени до того моменту, як вони досягнуть мастоцит-пов'язаних IgE. Отже, імуноглобуліни класу G блокують системну анафілаксію, що викликана невеликою кількістю антигену, але можуть опосередковувати системну анафілаксію, викликану значною кількістю антигену. 